# Stowarzyszenie Pisarzy Republiki Serbskiej
Stowarzyszenie Pisarzy Republiki Serbskiej (serb. Удружење књижевника Српске, Udruženje književnika Srpske) – stowarzyszenie pisarzy serbskich z siedzibą w Banja Luce w Republice Serbskiej.

## Historia
Stowarzyszenie powstało 31 października 1993 w Jahorinie w czasie wojny pod przewodnictwem Nikoli Koljevicia, profesora i polityka. W 2003 roku nowy prezes stowarzyszenia Zoran Kostić przeniósł siedzibę z Sarajewa do Banja Luki. W 2012 roku prezesem została wybrana Jovanka Stojčinović-Nikolić, a wiceprezesami Radoslav Milošević z Trebinja i Predrag Bjelošević z Banja Luki.  W 2013 roku Stowarzyszenie obchodziło 20. rocznicę swojego powstania. W 2017 roku nowym prezesem został wybrany Predrag Bjelošević.
W 2011 roku Stowarzyszenie miało około 160 członków. W 2016 roku Stowarzyszenie zorganizowało po raz pierwszy Międzynarodowe Spotkania Literackie, w których uczestniczyli pisarze z 8 krajów. Odbyło się ono z okazji 100. rocznicy śmierci pisarza Petara Kočicia.
Corocznie przyznawana jest nagroda Stowarzyszenia Pisarzy Republiki Serbskiej za najlepszą książkę.